# Philibert Joseph Roux
Philibert Joseph Roux, född 26 april 1780 i Auxerre, död 23 mars 1854 i Paris, var en fransk kirurg.
Roux var en tid i Paris anatomen Marie François Xavier Bichats biträde och ägnade sig sedan åt kirurgin. Han blev 1810 kirurg vid Charité, 1820 kirurgie professor och 1835 Guillaume Dupuytrens efterträdare som kirurg vid Hôtel-Dieu de Paris.
Bland Roux skrifter märks De la resection ou du retranchement des portions d'os malades (1812), Nouveaux éléments de médecine opératoire (1813), Parallèle de la chirurgie anglaise avec la chirurgie française (1816), Cours complet des maladies des yeux (1820) och Mémoires sur la staphyloraphie ou suture du voile du palais (1825; enligt Ernst Julius Gurlt hans förnämsta uppfinning).
Mot slutet av sin levnad planlade Roux ett stort arbete, i vilket han ville nedlägga resultaten av sitt långa livs rika erfarenhet. Av detta arbete, Quarante années de pratique chirurgicale (1854–55), utkom endast två band.